# Црква Светог великомученика Георгија у Дреновцу
Црква Светог великомученика Георгија у Дреновцу, насељеном месту на територији града Врања, православни је храм који припада Епархији врањској Српске православне цркве.
Црква посвећена Светом великомученику Георгију подигнута је у периоду од 1931. до 1932. године, а завршен 1939. године.
Црква је потпуно обновљена у периоду од 2001. до 2003. године.